# Selaginella stauntoniana
Selaginella stauntoniana là một loài dương xỉ trong họ Selaginellaceae. Loài này được Spring mô tả khoa học đầu tiên năm 1850.